# Kokno (Pojezierze Dobiegniewskie)
Kokno (niem. Grosse Küchen See) –  niewielkie jezioro  na Pojezierzu Dobiegniewskim, w powiecie strzelecko-drezdeneckim, w gminie Dobiegniew.
Jezioro otoczone lasami, w niewielkiej odległości na zachód znajdują się jeziora Lipie oraz Kokienko.